# Tuzlaspor
El Tuzlaspor es un equipo de fútbol de Turquía que juega en la TFF Segunda División, la tercera categoría de fútbol en el país.

## Historia
Fue fundado en el año 1954 en la localidad de Tuzla de la capital Estambul inicialmente como un equipo de categoría aficioanda en la cual pasó desde su fundación hasta el 2012 cuando logra el ascenso a la liga regional.
Posteriormente juega por primera vez en la Copa de Turquía en la temporada 2013/14 donde es eliminado en la primera ronda, y logra dos ascensos en tres temporadas que lo mandan a la TFF Segunda División para la temporada 2015/16.
En la temporada 2019/20 gana la ronda de playoff de ascenso que los manda por primera vez a la TFF Primera División para la temporada 2020/21.

## Palmarés
- TFF Tercera División (1): 2015
- Liga Amateur de Estambul (2): 2012 y 2013